# XX años de Lujuria para el mundo
XX años de Lujuria para el mundo es un DVD de la banda española de heavy metal Lujuria y fue publicado en 2011 por Maldito Records.
Esta producción se publicó para conmemorar el vigésimo aniversario de trayectoria de la banda y fue grabada en directo durante el Gillmanfest Aragua 2010, efectuado el 21 de agosto de 2010 en el Parque de las Ferias de San Jacinto de la ciudad de Maracay, Aragua, Venezuela.
En el tema «Corazón de heavy metal», el cantante y organizador del Gillmanfest Paul Gillman, hace acto de presencia e interpreta dicha melodía junto a Óscar Sancho.
Como dato curioso, en la carátula trasera del DVD se puede leer la siguiente leyenda: «Este DVD es puro directo, lo que ves y oyes, no tiene un puto retoque».

## Lista de canciones
| Side one |                                                            |          |  |
| N.º      | Título                                                     | Duración |  |
| 1.       | «Luz Aeterna»                                              |          |  |
| 2.       | «Esta es una noche de rock and roll»                       |          |  |
| 3.       | «El heavy no es violencia»                                 |          |  |
| 4.       | «Cae la máscara»                                           |          |  |
| 5.       | «Joda a quien joda»                                        |          |  |
| 6.       | «Dejad que los niños se acerquen a mí»                     |          |  |
| 7.       | «Traidores y criminales contra nosotros batallan»          |          |  |
| 8.       | «Cadena perpetua lejos de ti»                              |          |  |
| 9.       | «Estrellas del rock»                                       |          |  |
| 10.      | «Las tablas de Moi-Sex»                                    |          |  |
| 11.      | «La fuerza del rock»                                       |          |  |
| 12.      | «Viejo rockero»                                            |          |  |
| 13.      | «Goliardos»                                                |          |  |
| 14.      | «La favorita del rey»                                      |          |  |
| 15.      | «Destrucción»                                              |          |  |
| 16.      | «Merece la pena»                                           |          |  |
| 17.      | «Corazón de heavy metal» (invitado especial: Paul Gillman) |          |  |
| 18.      | «No soy carne de cañón» (créditos)                         |          |  |

## Créditos

### Lujuria
- Óscar Sancho — voz
- Julio Herranz — guitarra rítmica
- Jesús Sanz — guitarra principal
- Javier Gallardo — bajo
- Maikel — batería
- Ricardo Mínguez — teclados

### Músico invitado
- Paul Gillman — voz (en la canción «Corazón de heavy metal»)